# Kvit eller dobbelt (tv-quiz)
 Ikke at forveksle med Kvit eller dobbelt (børne-tv-quiz).
Kvit eller dobbelt er en dansk tv-quiz fra de sene 1950'ere, midt-1980'ere og 1990'erne, hvor det var muligt at vinde pengebeløb ved at svare korrekt på en række spørgsmål indenfor et ganske bestemt emne. Idéen til programmet var taget fra den amerikanske tv-quiz The $64,000 Question, der oprindeligt blev vist af CBS fra 1955–58.
Kvit eller dobbelt blev første gang vist 1957–59 med den populære tv-mand Svend Pedersen som vært, og det højeste beløb der kunne vindes var 10.000 kroner. Senere blev Kvit eller dobbelt genoplivet og blev vist 1984–85 med den populære tv-mand Otto Leisner som vært, og det højeste beløb der kunne vindes var 48.000 kroner. I Leisners udgave af Kvit eller dobbelt blev den instrumentale melodi "Popcorn" benyttet som signaturmelodi. I 1990'erne blev Kvit eller dobbelt vist over to omgange, og værterne var i første omgang den kendte tv-mand Per Wiking, mens værten i anden omgang var radioværten Alex Nyborg Madsen; det højeste beløb der kunne vindes var 64.000 kroner.
I 2013 genoplivede DR Ultra programmet i en særlig børneudgave, der også hed Kvit eller dobbelt.
1990-udgaven
1990-udgaven med Per Wiking som vært findes fortsat på www.dr.dk/bonanza. Programmet blev optaget i Herlev Teaterbio og er blandt andet genudsendt i foråret 2015 på DR K. Udsendelsen blev sendt første gang i januar-marts 1990 og med følgende emner, eksperter, deltagere og resultater: (opdateres)  
| Emne                            | Ekspertdommer             | Amatørdeltager       | Resultat                                    |
| ------------------------------- | ------------------------- | -------------------- | ------------------------------------------- |
| Judy Garland                    | Michael Blædel            | Jesper Rasmussen     | Svarede forkert på spørgsmål til 32.000 kr. |
| Mozart                          | Søren Sørensen            | Bruno Kvist          | VINDER: 64.000 kr.                          |
| Dansk Travsport                 | Klaus Koch                | Henrik Berg          | VINDER: 32.000 kr.                          |
| Amerikanske Superhelte          | Morten Søndergaard        | Martin Gravesen      | Svarede forkert på spørgsmål til 2.000 kr.  |
| 3 - Årskrigen                   | Hans Wammen               | Poul Ankersen        | VINDER: 32.000 kr.                          |
| Opera 1750-1925                 | Mogens Wenzel Kristiansen | Mogens Karstensen    | Svarede forkert på spørgsmål til 4.000 kr.  |
| Engelsk Flyvning 1914-1945      | Kurt Birlie               | Steen Hansen         | Svarede forkert på spørgsmål til 4.000 kr.  |
| Rosenborg Slot                  | Mogens Bencard            | Mikael Balle         | Svarede forkert på spørgsmål til 16.000 kr. |
| Gøg og Gokke                    | Janus Barfoed             | Allan Grennerslev    | Svarede forkert på spørgsmål til 1.000 kr.  |
| Nederlandske malerier 1420-1520 | Olaf Køster               | Søren Hansen         | Svarede forkert på spørgsmål til 8.000 kr.  |
| Ægte tæpper                     | Hans Emby                 | Ilse Andersen        | VINDER: 32.000 kr.                          |
| Danske færger fra 1890          | Mogens N. Olesen          | Steffen Jakobsen     | VINDER: 64.000 kr.                          |
| Dansk Rock                      | Torben Bille              | Christian Jespersen  | Svarede forkert på spørgsmål til 4.000 kr.  |
| OL i antikken                   | Ole Worm                  | Hans Larsen          |                                             |
| Leonora Christine               | Palle Lauring             | Karin Wahl Jørgensen | VINDER: 32.000 kr.                          |
| Manchester United               | Frits Ahlstrøm            | Helge Conradsen      | VINDER: 64.000 kr.                          |

[kilde mangler]